# Dio ci deve delle spiegazioni
Dio ci deve delle spiegazioni è il tredicesimo album in studio del gruppo musicale italiano Skiantos, pubblicato nel 2009 dalla Universal Music Group.

## Tracce
1. Testa di pazzo – 5:00
2. Il razzista che c'è in me – 3:55
3. Sensazione magica – 4:31
4. Merda d'artista – 4:31
5. Tu tremi – 5:02
6. Senza vergogna – 5:05
7. Io sono un perdente – 4:10
8. Una vita spesa a skivar la fresa – 4:58
9. Odio il brodo – 3:32
10. Senza libretto di istruzioni – 5:05

Traccia bonus nella versione di iTunes
1. Sei fuori?

## Formazione
- Roberto "Freak" Antoni - voce

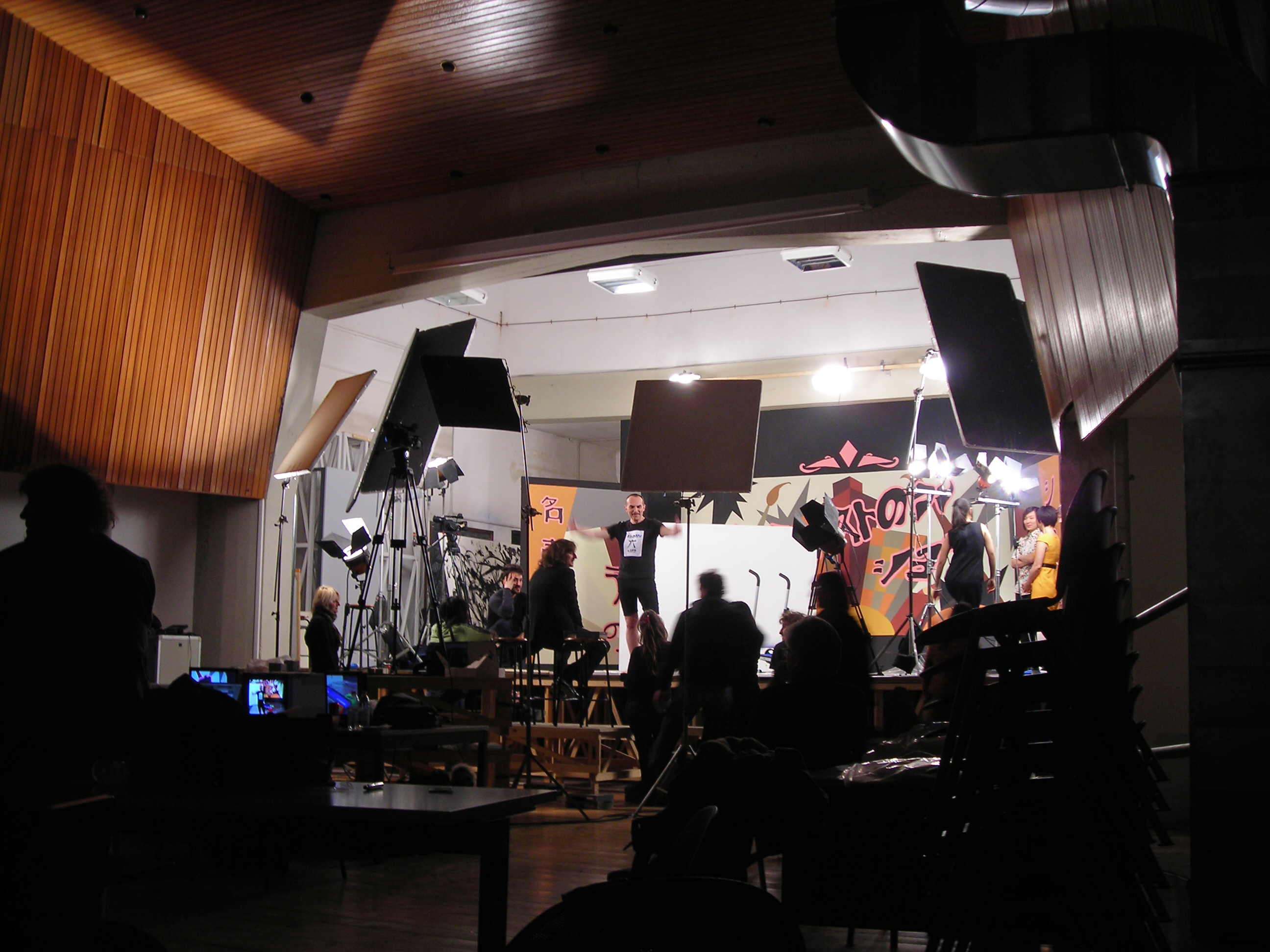
Un momento della produzione del videoclip di Merda d'artista nell'aula teatro dell'Accademia di belle arti di Bologna

- Fabio "Dandy Bestia" Testoni - chitarra elettrica
- Luca "Tornado" Testoni - chitarra elettrica, slide guitar, sitar
- Massimo "Max Magnus" Magnani - basso
- Gianluca Schiavon - batteria

Altri musicisti
- Pippo Guarnera - organo hammond
- Carlo "Charlie Molinella" Atti - sassofono